# سانتوس أمارو
سانتوس أمارو (بالإسبانية: Santos Amaro)‏ هو لاعب كرة قاعدة مكسيكي وكوبي، ولد في 14 مارس 1908، وتوفي في 31 مايو 2001.

## وصلات خارجية
- سانتوس أمارو على موقعبيزبول رفرنس.كوم (الدوري الثانوي) (الإنجليزية)
- سانتوس أمارو على موقع جمعية أبحاث البيسبول الأمريكية (الإنجليزية)